# Andrea Solari
Pour les articles homonymes, voir Andrea di Bartolo, di Bartolo, Famille Solari et Solario.

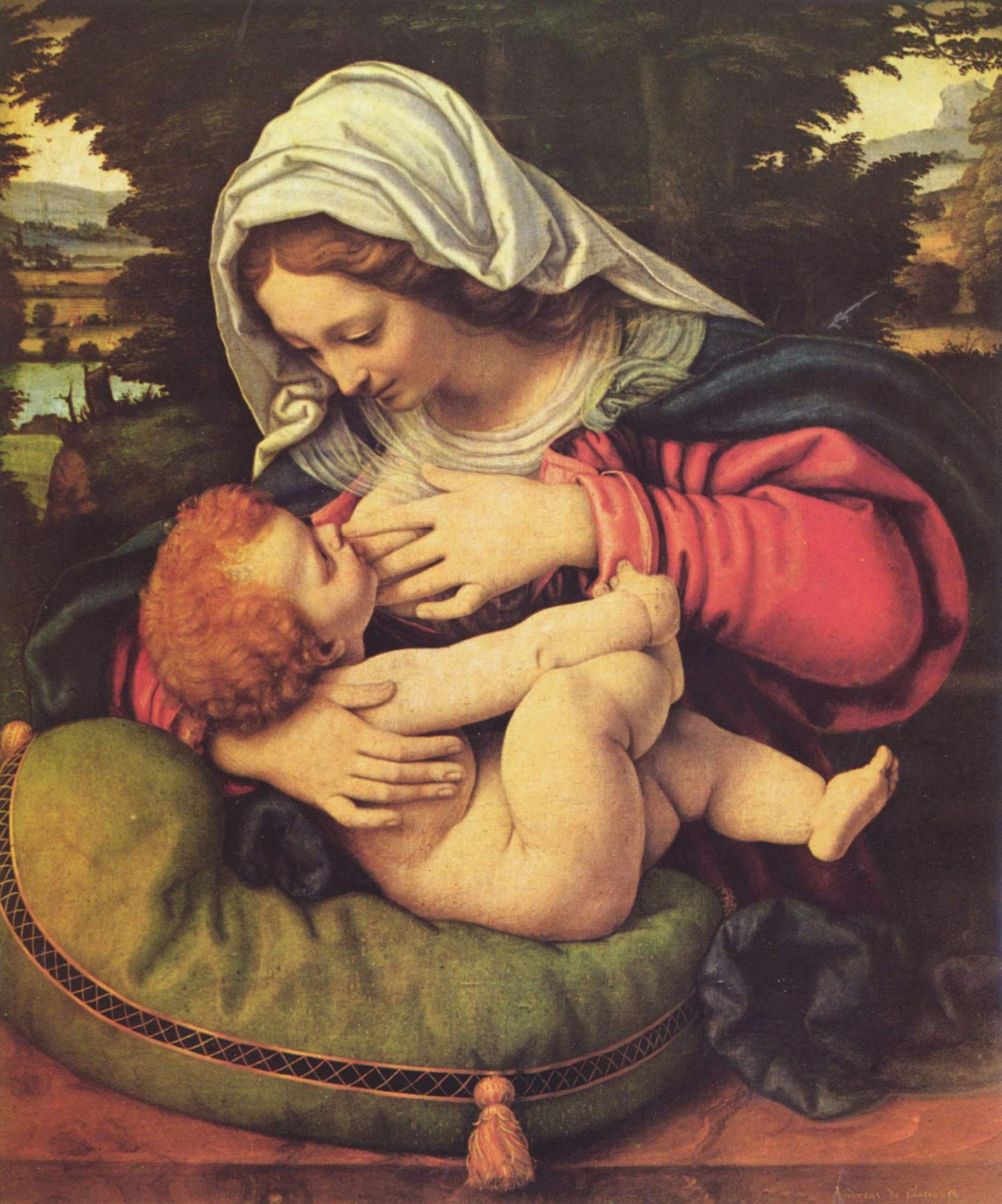
La Vierge au coussin vert vers 1507, Musée du Louvre.

Andrea Solari ou Solario, né Andrea di Bartolo (né en 1460 à Milan et mort en 1524) est un peintre italien de la Renaissance, membre de la famille Solari, qui fut une dynastie d'architectes et d'artistes.
Il se forme dans ce milieu lombard ouvert aux apports nordiques, sensible à la proximité de Venise. Il fut un des plus importants peintres de l'école de Léonard de Vinci. La dernière œuvre d'Andrea était un retable représentant l'Assomption de la Vierge pour la Chartreuse de Pavie, laissé inachevé à sa mort et achevé par Bernardino Campi vers 1576. Son frère Cristoforo Solari a été son premier professeur. Il est un des tout premiers italiens à s'expatrier en France de 1507 à 1510 avant la venue de Rosso et du Primatice que François Ier attire à Fontainebleau à partir de 1530.
Andrea Sabbatini a été de ses élèves.

## Œuvres
- Portrait d'un jeune homme, après 1490, huile sur bois, 31 × 28 cm, Musée Thyssen-Bornemisza, Madrid
- La Vierge à l'Enfant entre saint Joseph et saint Jérôme, 1495, Pinacothèque de Brera, Milan[4]
- Portrait d'homme aux joues rouges, 1495, huile et tempera sur peuplier, 50 × 39 cm, National Gallery de Londres
- Portrait d'homme, v. 1497, huile sur bois, 48 × 38 cm, Museum of Fine Arts, Boston
- Cristo che porta la croce e un devoto, 1495-1500
- Portrait d'homme, 1500, bois, 42 × 32 cm, Pinacothèque de Brera, Milan
- Cristo coronato di spine, 1500-1505
- La Crucifixion, 1503, bois, 111 × 77 cm, Musée du Louvre
- Ritratto di Giovanni Cristoforo Longoni, 1505, National Gallery de Londres
- Ecce Homo, 1505-1506, bois, Académie Carrara, Bergame
- Compianto su Cristo morto, 1505-1507
- Ecce Homo, 1505-1507, huile sur bois, 62 × 50 cm, Musée national de Varsovie
- Portrait de Charles d'Amboise, 1507, Musée du Louvre
- Testa di Giovanni Battista, 1507
- La Vierge allaitant l'Enfant dit La Vierge au coussin vert, 1507-1510, bois, 59 × 47 cm, Musée du Louvre
- Cristo flagellato e incoronato di spine, 1509
- Madonna con Bambino, 1509
- Déploration sur le Christ mort, v. 1509, bois, 178 × 163 cm, Musée du Louvre

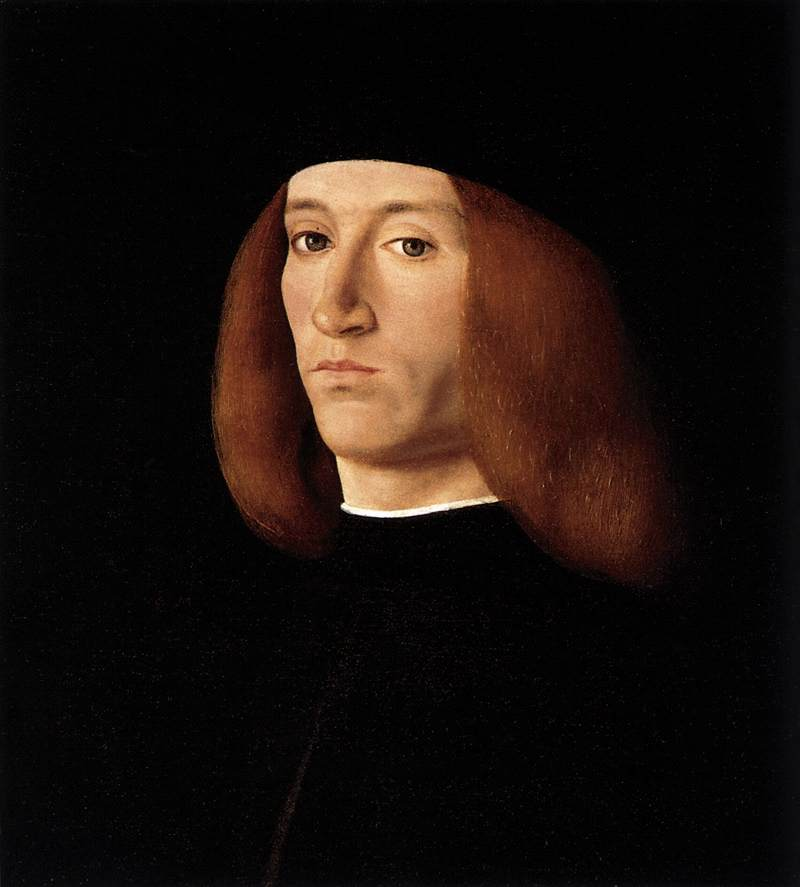
Portrait de jeune homme Après 1490, Madrid.
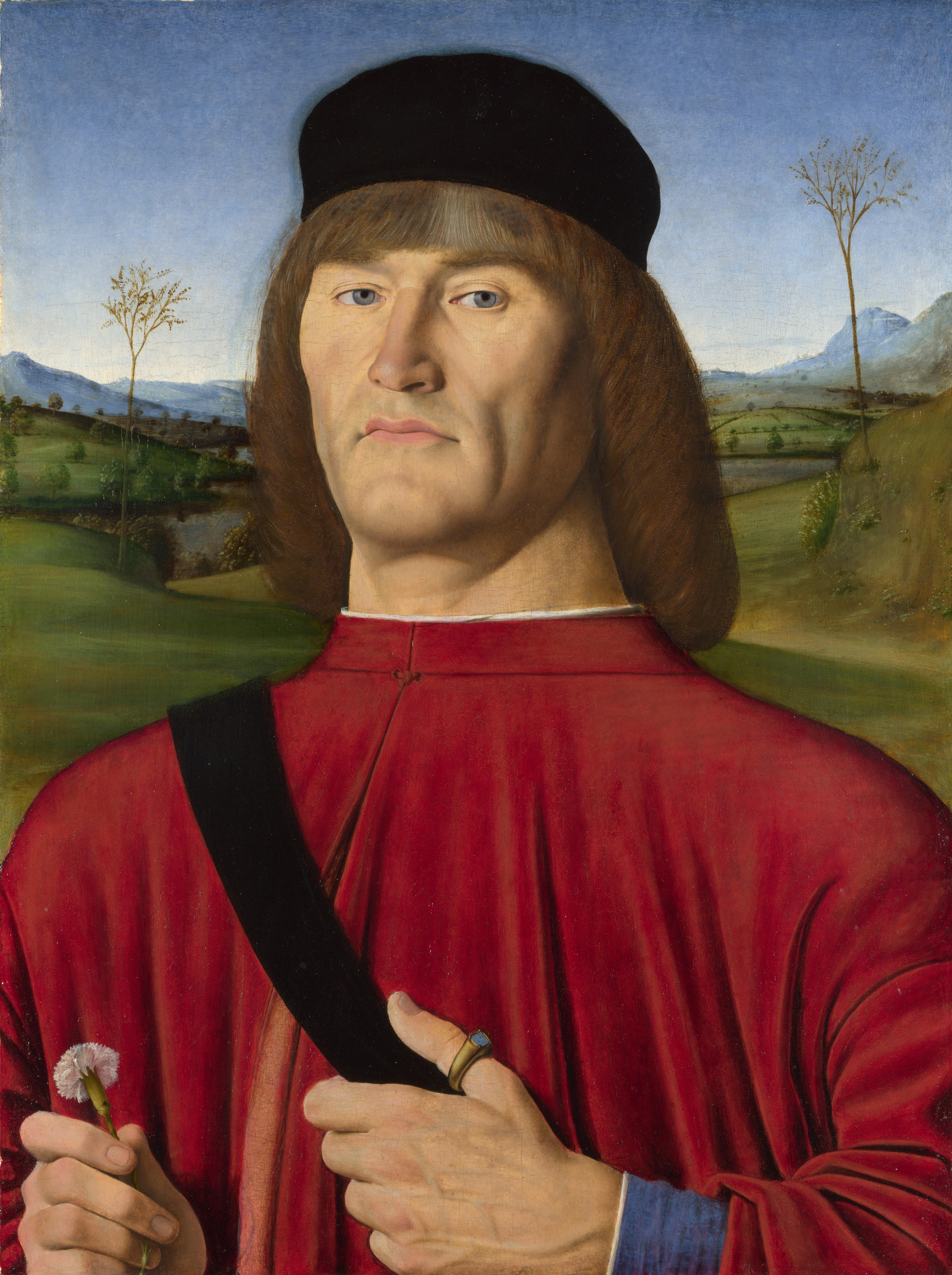
Homme aux joues rouges 1495, Londres.
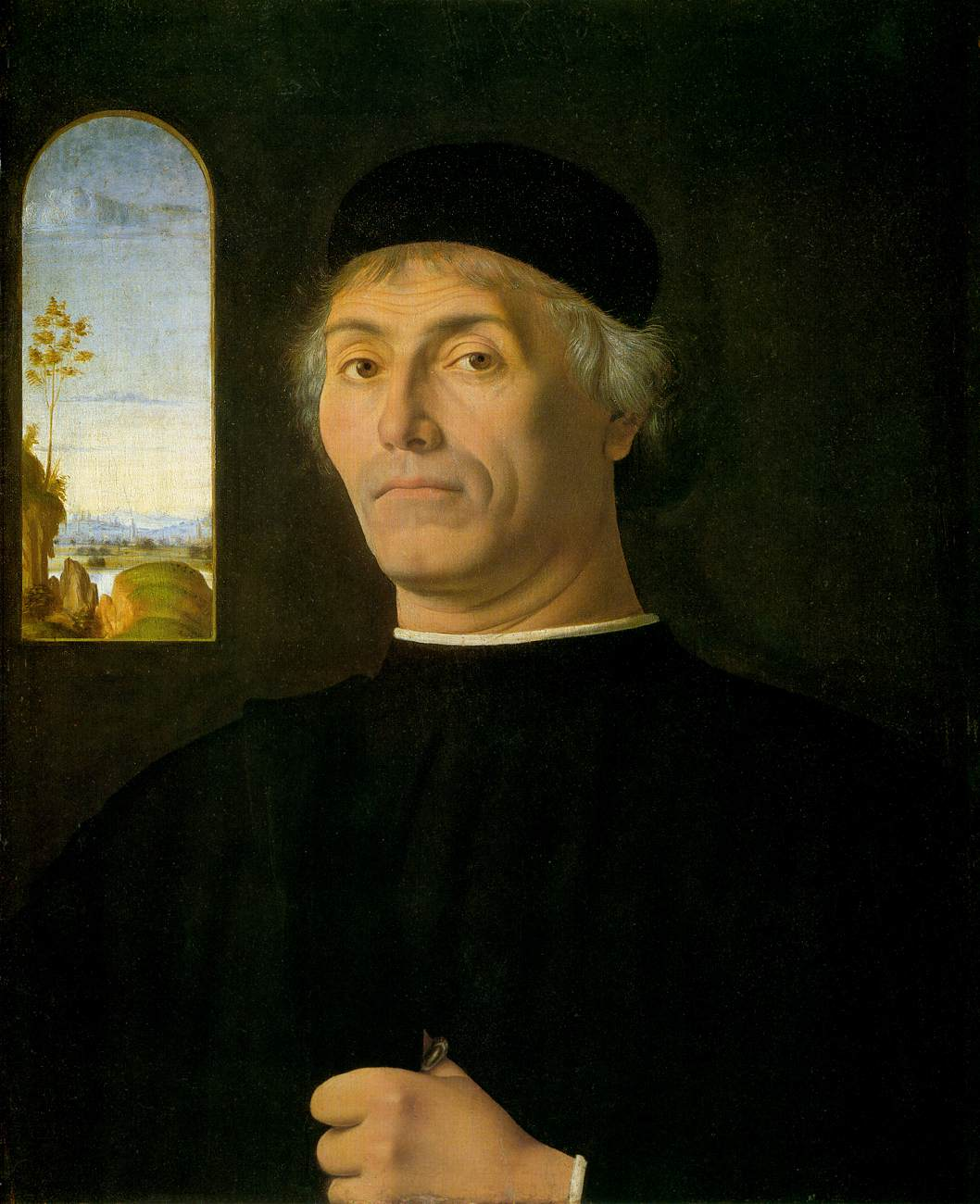
Portrait d'homme 1497, Boston
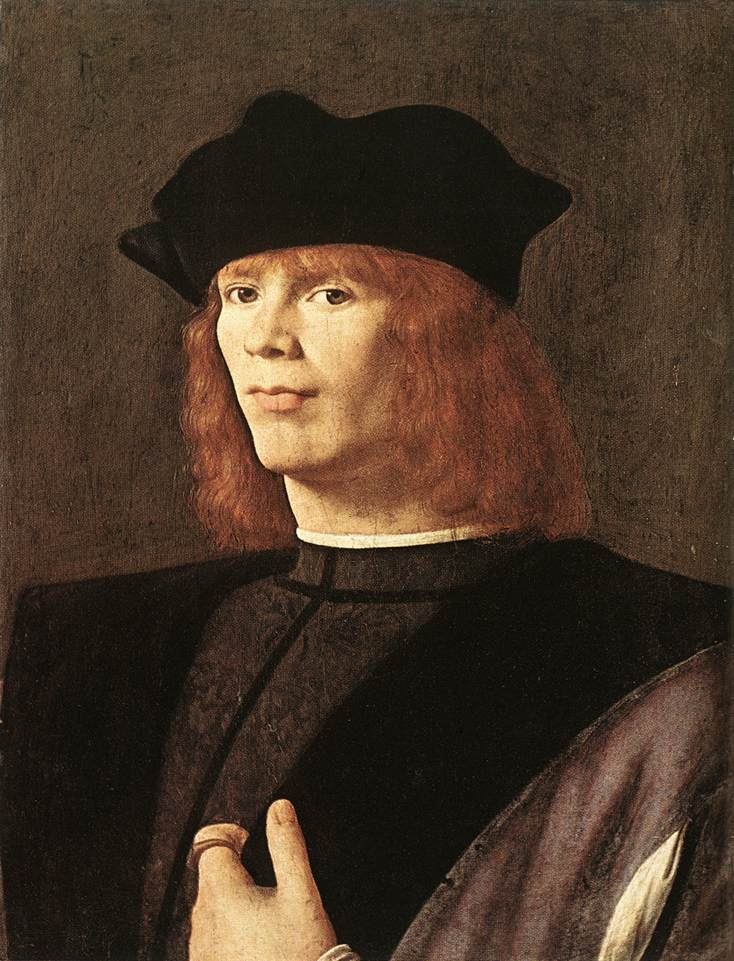
Portrait d'homme 1500, Milan.
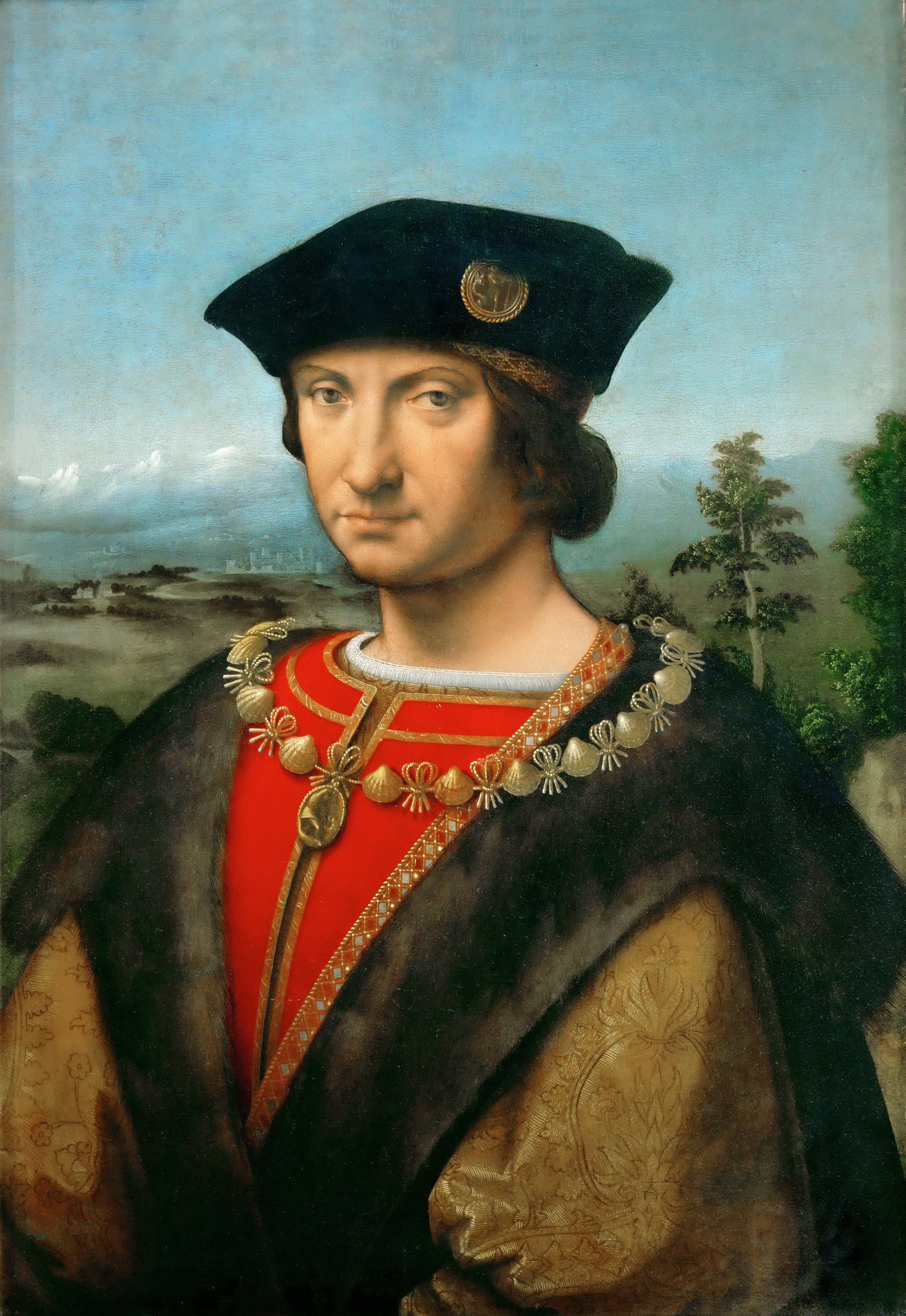
Charles d'Amboise 1507, musée du Louvre.
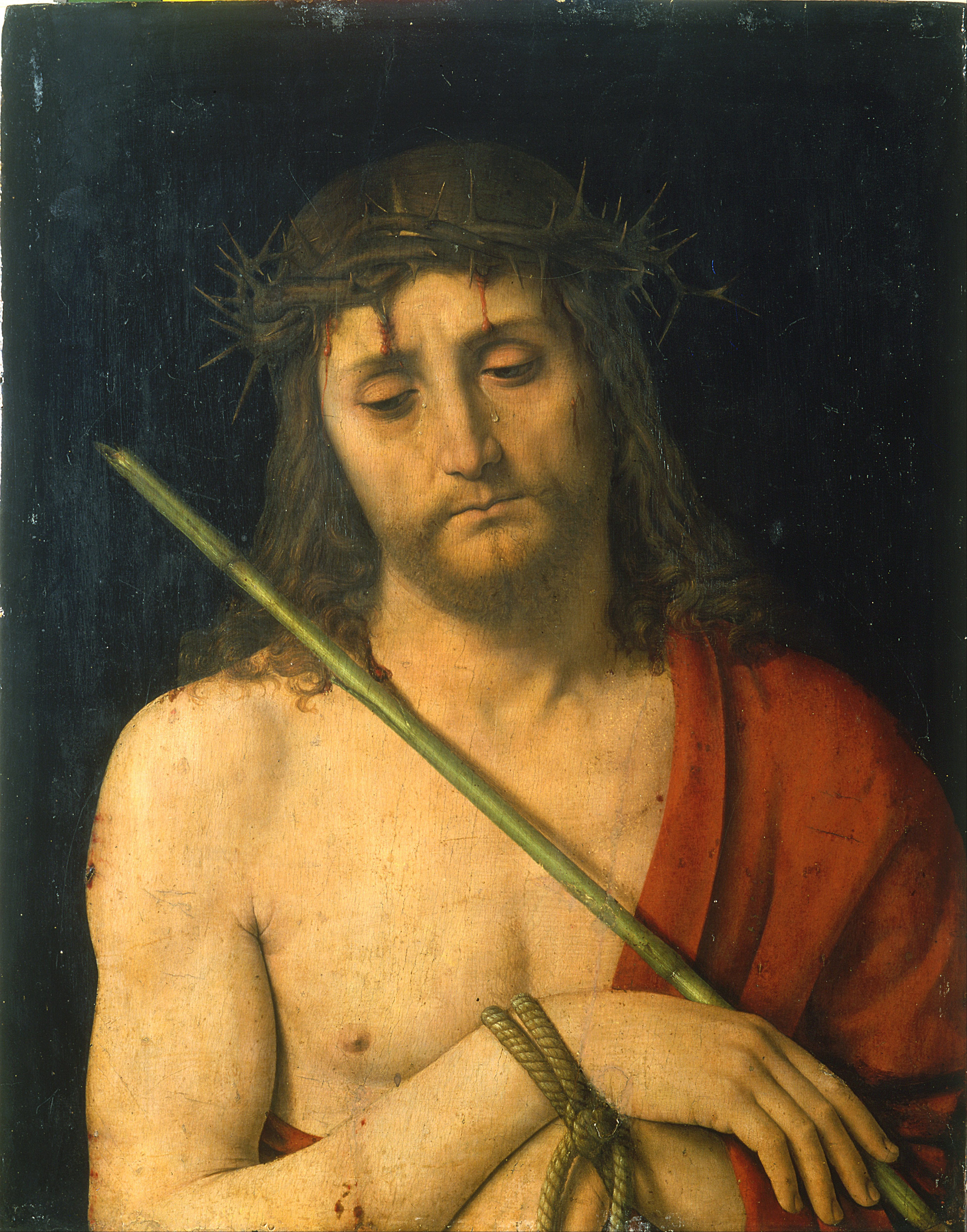
Ecce Homo 1505.
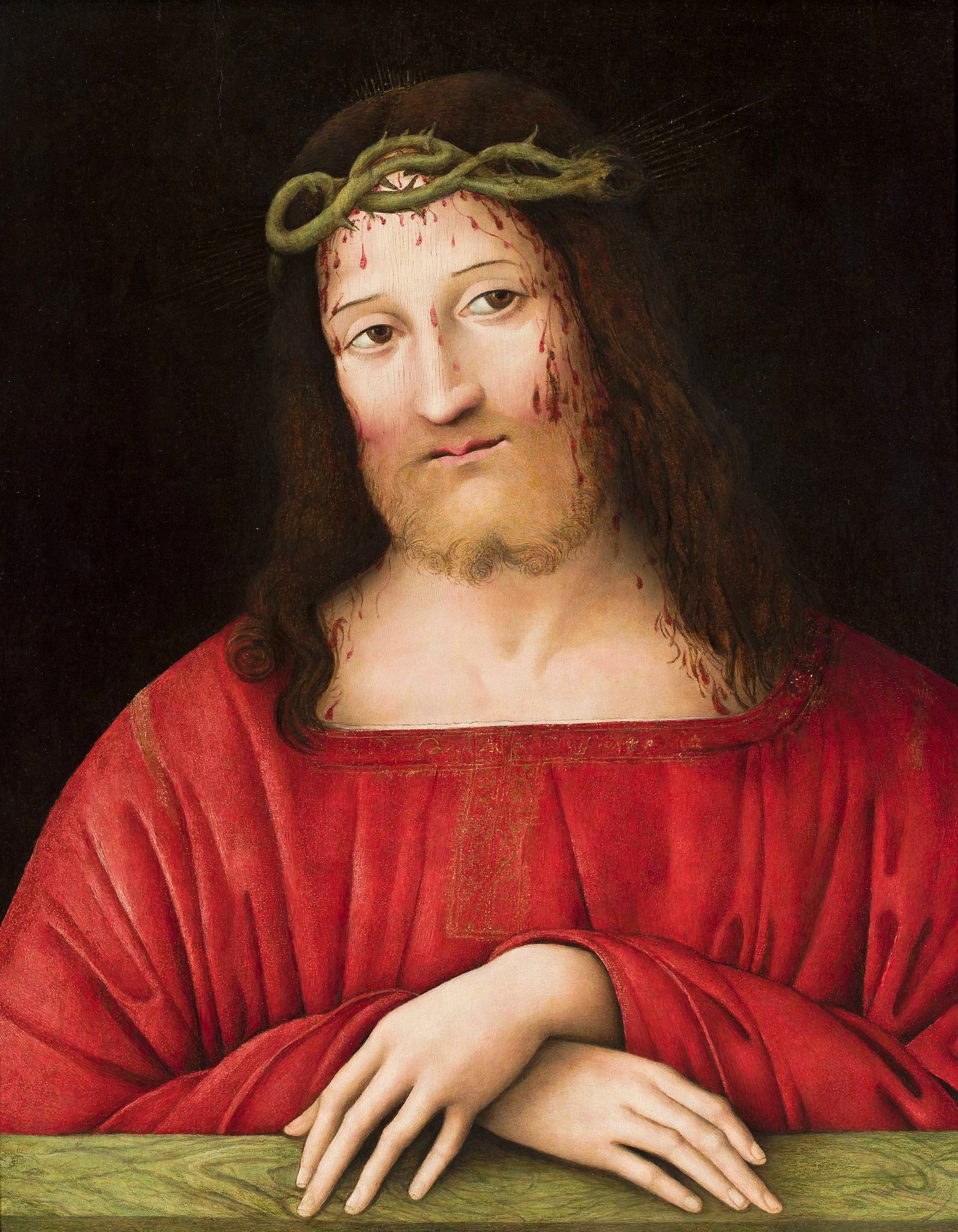
Ecce Homo 1505-1507, Varsovie.
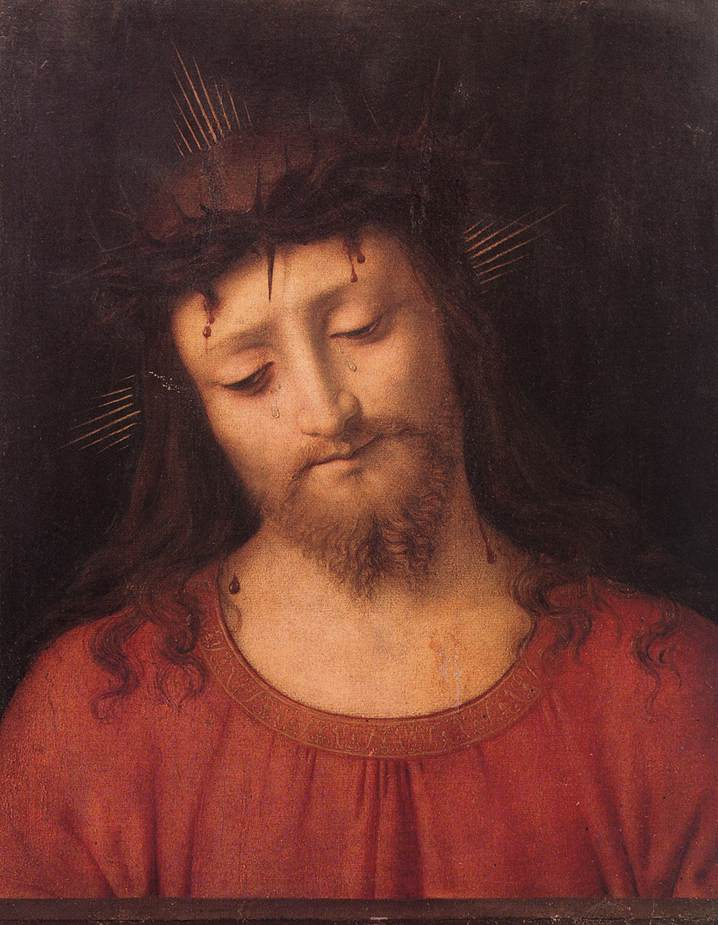
Ecce Homo, 1505-1506 Académie Carrara.
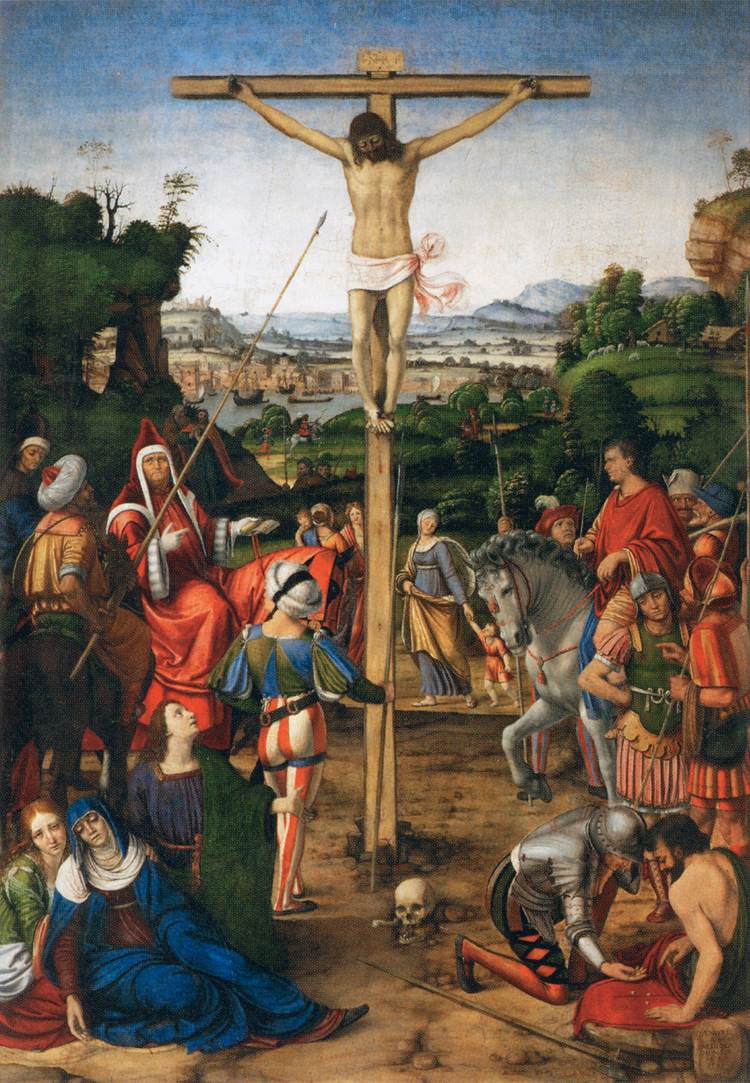
Crucifixion 1503, musée du Louvre.
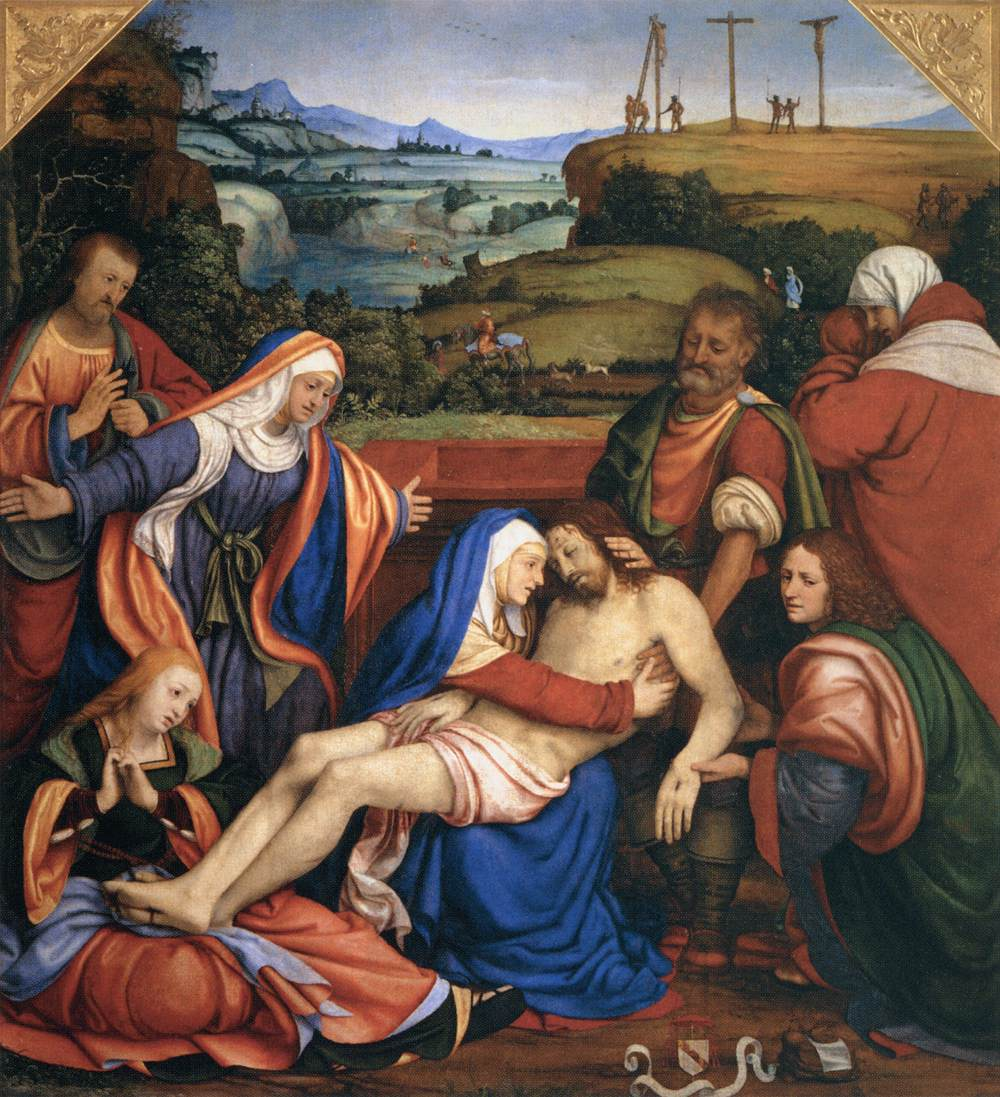
Déploration 1509, musée du Louvre.

### Retour à Milan, après 1510
- La Joueuse de luth, v.1510, huile sur bois, 65 × 52 cm, Galleria Nazionale d'Arte Antica, Rome
- San Gerolamo nel deserto, 1510-1515
- San Giovanni Battista; Sant'Antonio Abate, 1512
- La Mort de Cléopâtre, 1514, collection privée
- Repos pendant la fuite en Égypte, 1515, bois, 77 × 55 cm, Museo Poldi Pezzoli, Milan
- Salome recevant la tête de saint Jean-Baptiste, 1507-1509, huile sur bois, 57 × 47 cm, Metropolitan Museum of Art, New York
- Salome avec la tête de saint Jean Baptiste, début 16e, huile sur bois, 59 × 58 cm, Kunsthistorisches Museum, Vienne
- Cristo benedicente, 1524
- Christ portant sa croix, 1513, papier collé sur bois, 144 × 34 cm, Musée d'Arts de Nantes
- Marie-Madeleine, v. 1524, huile sur bois, 75 × 59 cm, Walters Art Museum, Baltimore
- Assomption de la Vierge, 1524, huile sur bois, 374 × 217 cm, Chartreuse de Pavie

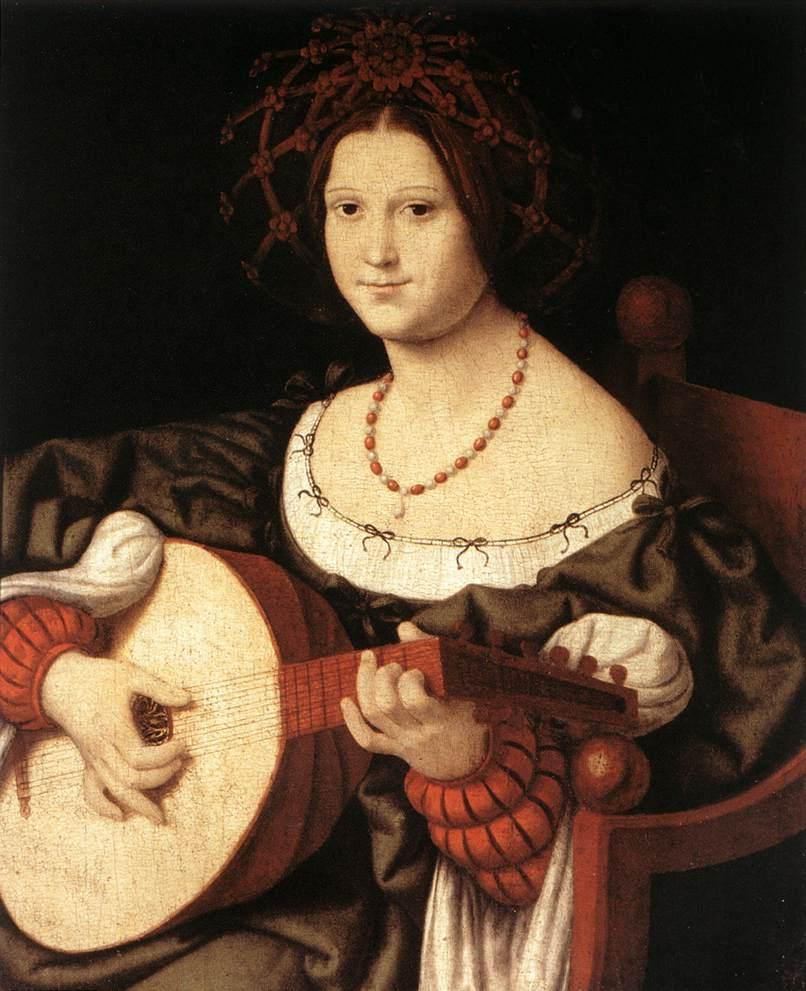
La Joueuse de luth 1510, Rome
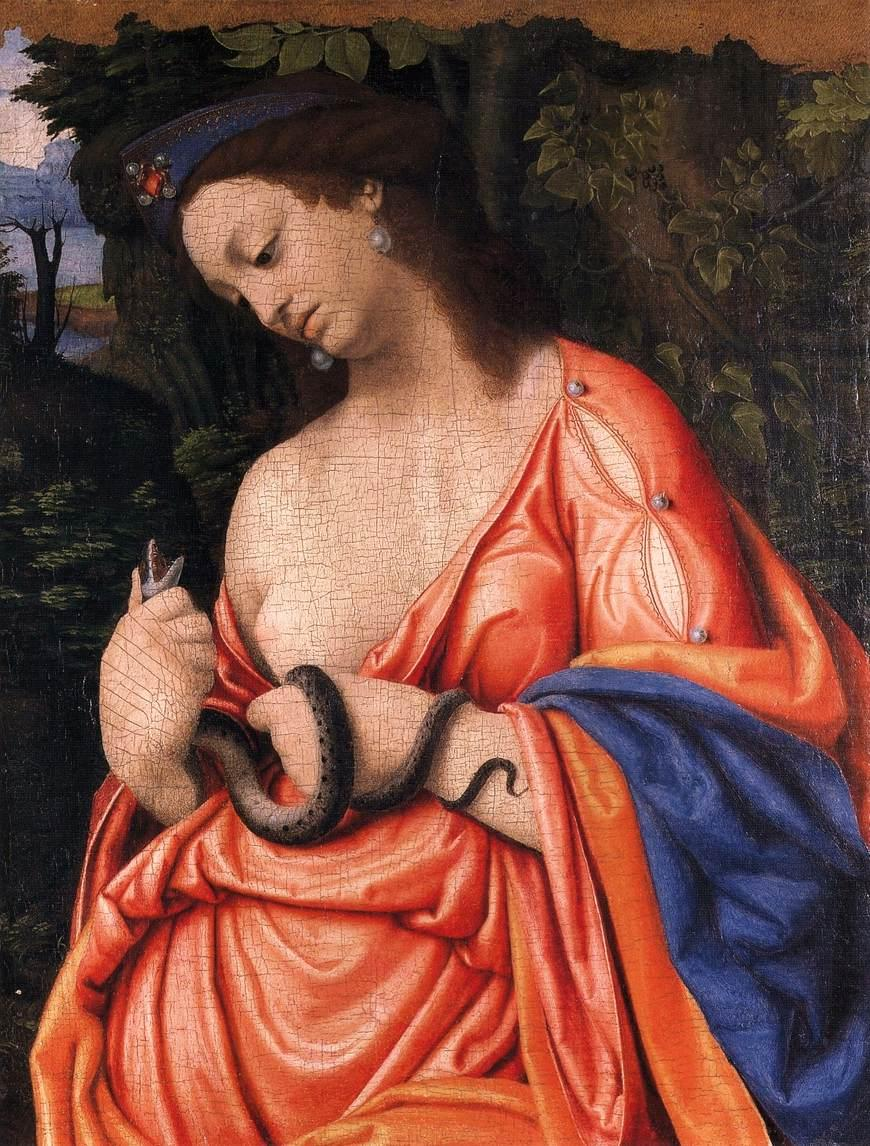
Mort de Cléopâtre 1514, Collection Privée
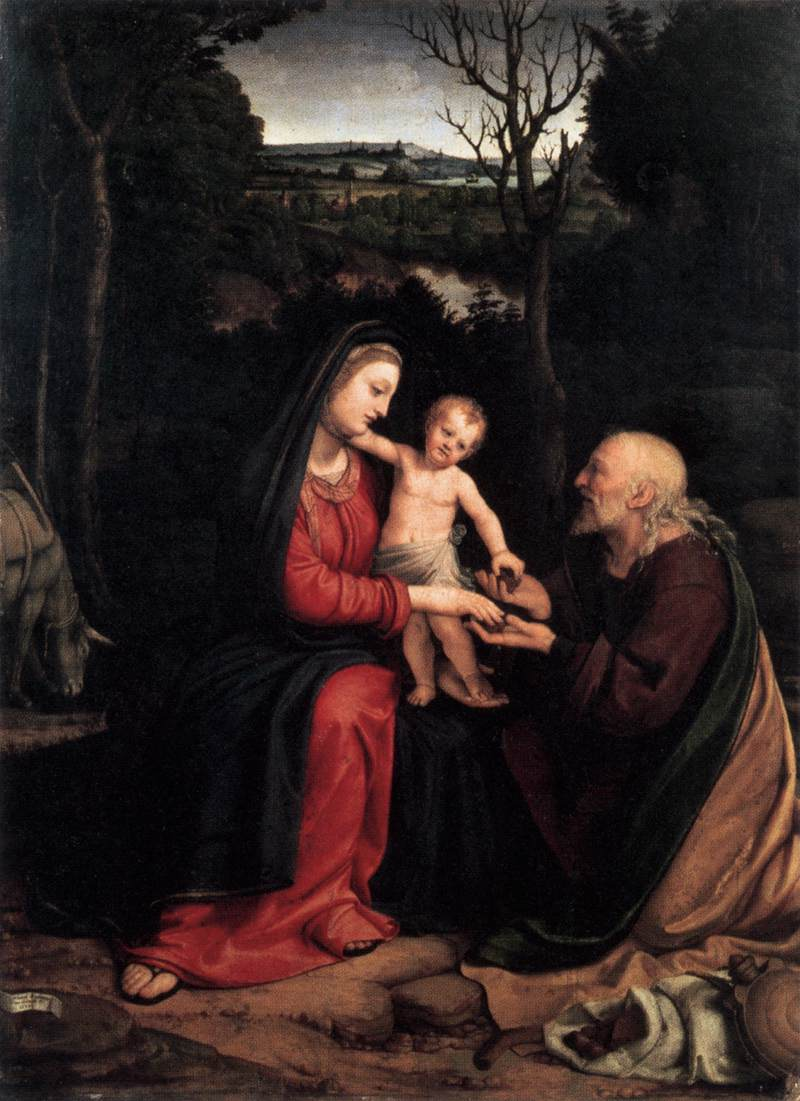
Repos pendant la Fuite en Égypte 1515, Milan
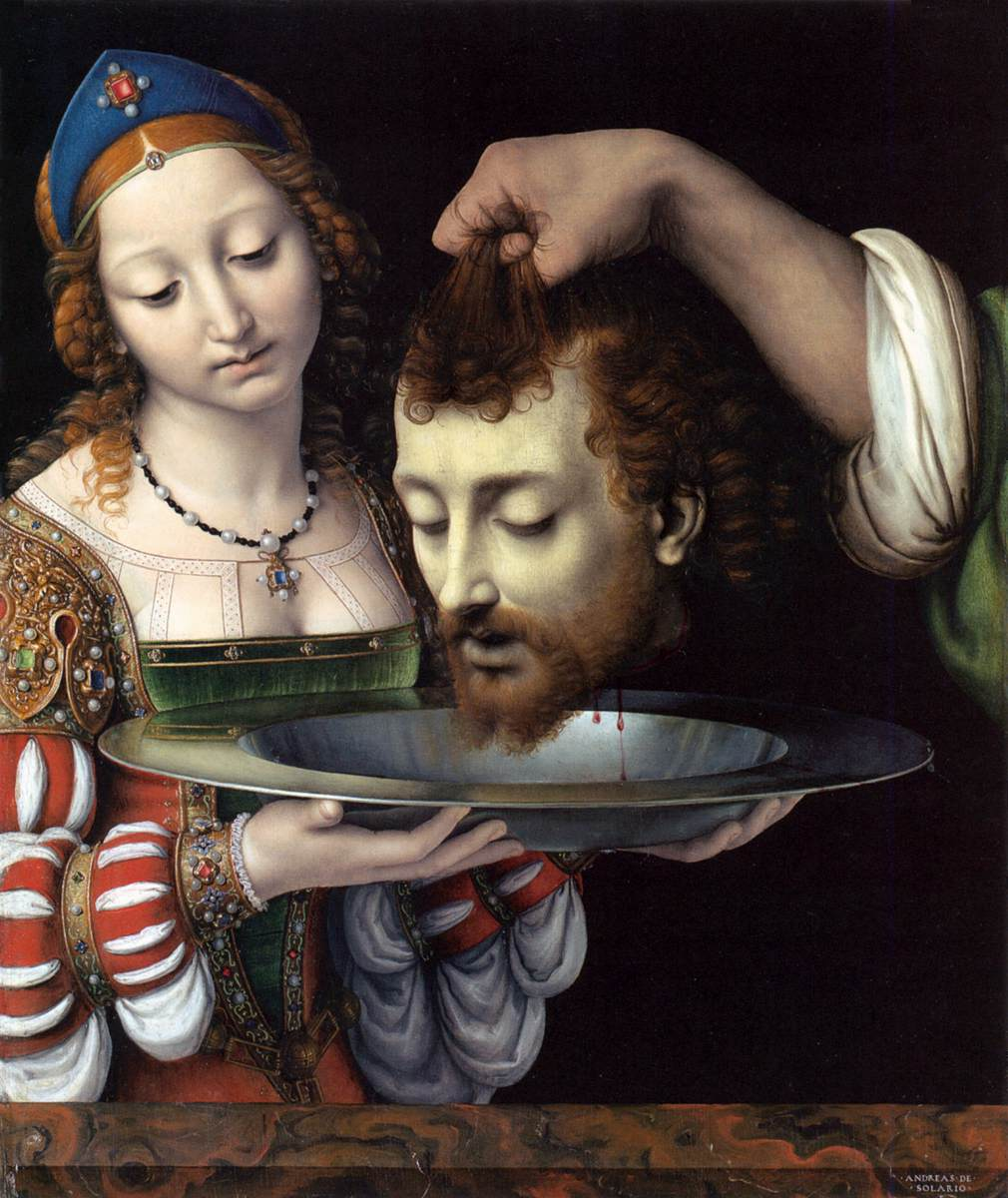
Salome et la tête de St J-Baptiste 1520-1524, Metropolitan
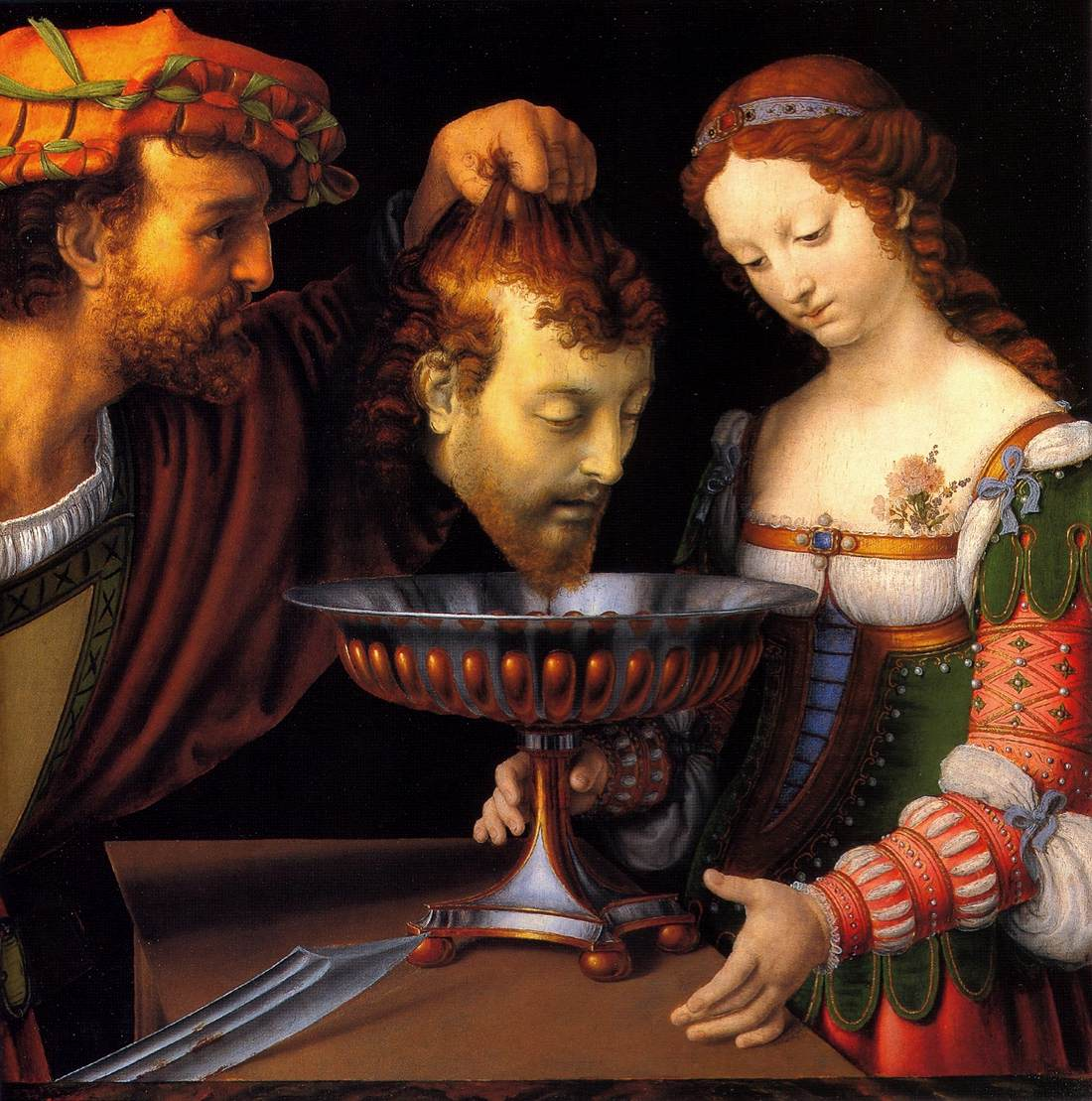
Salome et la tête de St J-Baptiste Kunsthistorische
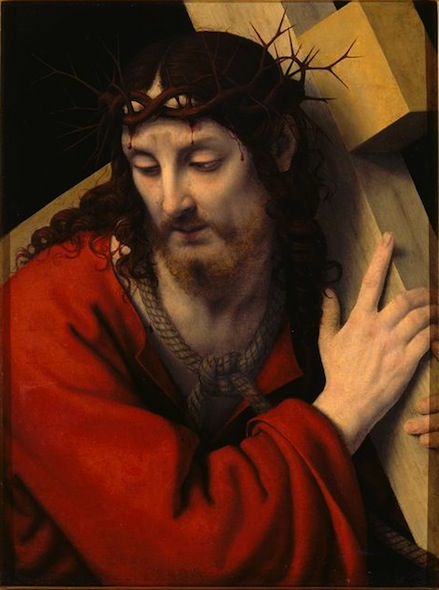
Christ portant sa croix 1513 Nantes
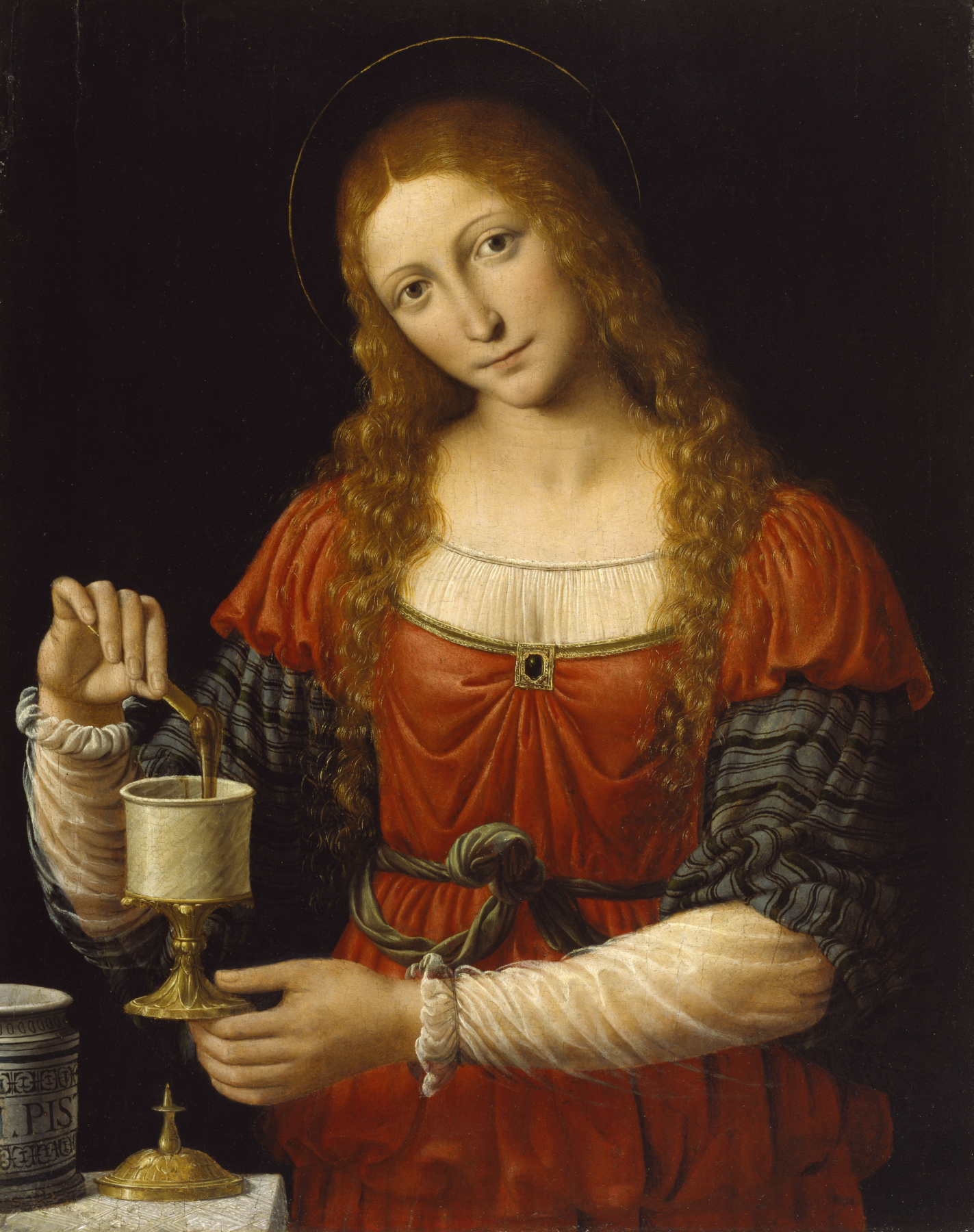
Marie Madeleine 1524, Walters Museum

## Sources
- Notice du musée du Louvre